# Caroline Weir
Caroline Weir (Dunfermline, 20 de junio de 1995) es una futbolista escocesa que juega como centrocampista en el Real Madrid Club de Fútbol de la Primera División de España. Es internacional con la selección de Escocia desde 2013.

## Trayectoria

### Hibernian Ladies
Weir comenzó su carrera a los 10 años en las inferiores del Hibernian Ladies en Edimburgo. En 2011, ganó el premio a la jugadora del año de la SWFL First Division por su desempeño en la reserva del Hibernian y debutó con el equipo mayor contra el Glasgow City con tan sólo 15 años. En su primera temporada firmó 4 goles en 12 partidos (5 como titular) cuando las Hibs se treparon al tercer lugar de la tabla en la Scottish Women's Premier League. Al año siguiente, anotó 9 tantos en 19 partidos, terminando cuarta en la tabla y en 2013 disputó 10 de los 11 partidos de la primera vuelta del campeonato en los que gritó otros 9 goles.

### Arsenal
En julio de 2013, hizo pie en Inglaterra para unirse al Arsenal de la WSL después de dejar la escuela secundaria. La escocesa tuvo una sequía de goles en la liga y no pudo anotar en los 7 pleitos que disputó esa temporada, mientras que en la FA Women's League Cup sólo jugó un partido en las semifinales. En la Liga de Campeones 2013-14 amasó 5 partidos y vio a su equipo eliminado en cuartos de final tras un 1-2 global contra el Birmingham City. Ganó la Women's FA Cup de 2014 pero al año siguiente disputaría tan sólo 3 encuentros con las Gunners.

### Bristol Academy
En 2015 tuvo un breve paso por el Bristol Academy donde contribuyó con 3 goles en 9 partidos pero no pudo evitar el descenso del club al final de la temporada.

### Liverpool
Al año siguiente su unió al Liverpool FC que acababa de evitar el descenso ubicándose en penúltimo lugar. Disputó los 16 partidos de liga y con sus 7 goles que la posicionaron como tercera mejor goleadora contribuyó a que las Reds consiguieran un cómodo quinto lugar. Por su desempeño en ese año, Weir se hizo merecedora del premio a la Jugadora del Liverpool de la Temporada.
En la Spring Series 2017, jugó los 8 partidos y fue la segunda máxima anotadora con 5 tantos. En la temporada 2017-18, disputó 17 de los 18 partidos pero solo logró marcar un gol. 

### Manchester City
A mitad del 2018, la escocesa fue a parar al Manchester City con quien fue subcampeona en la FA WSL 2018-19. También se coronó campeona de la Women's League Cup 2018-19 y la Women's FA Cup 2019 donde además fue reconocida como Jugadora del Partido en la final que vio al City vencer 4-2 al Arsenal en los penales.
Disputó la Liga de Campeones 2018-19 pero el City quedó eliminado en los dieciseisavos de final ante el Atlético de Madrid con un 3-1 en el global. En la Ronda 2 de la Liga de Campeones 2021-22 empataron 1-1 ante el Real Madrid en el partido de ida con un tanto de Weir. Sin embargo perdieron por la mínima en la vuelta, por lo que se quedaron afuera de la competencia.
El 7 de septiembre de 2019, Weir anotó el gol de la victoria cuando el City derrotó al Manchester United 1-0 en el derbi de Mánchester. Posteriormente, el gol fue nominado para el Premio Puskás 2020.
En la temporada 2019-20, Weir y su equipo volvieron a ganar la Women's FA Cup tras vencer 3-1 al Everton en la prórroga. Siguió otra conquista de la Women's League Cup 2021-22, esta vez su club venció al Chelsea por 3-1 con dos goles de la centrocampista. Otro gol de la escocesa contra el Manchester United el 12 de febrero de 2021 fue nominado al Premio Puskás 2021.

### Real Madrid
En julio de 2022, Weir se unió al Real Madrid de la Liga F española. Un mes después, marcó el gol que eliminó a su anterior club, el Manchester City, de la clasificación para la Liga de Campeones de 2022-23, dándole a su equipo el pase a la siguiente fase.
En septiembre de 2023, durante un partido con la selección de Escocia por la Liga de Naciones Femenina, Weir sufrió la rotura del ligamento cruzado anterior en la rodilla izquierda quedando imposibilitada de jugar por el resto de la temporada 2023-24.

## Selección nacional

### Categorías menores
Weir jugó por primera vez dos partidos con la sub-15 de Escocia en 2009. Con el combinado sub-17, participó en octubre de 2010 en la primera ronda de clasificación para el Campeonato Europeo Sub-17 de 2010-11. Disputó los tres encuentros, anotando el gol de la victoria por 1-0 sobre Rumania y dos goles en la victoria por 3-1 sobre Austria. Clasificadas las escocesas a la segunda ronda, Weir marcó un hat-trick en el primer tiempo contra las anfitrionas para ganar por 3-0. Sin embargo no lograron clasificarse a la ronda final debido a sus derrotas ante Francia y Gales.
En octubre de 2011 hicieron un nuevo intento en el Campeonato Europeo Sub-17 de 2011-12, aunque solo lograron vencer a Kazajistán por 3-0, con un gol de Weir. La delantera también agitó las redes en el empate 2-2 contra Islandia. Como segundas peores finalistas de su grupo, las escocesas se despidieron del certamen.

### Selección
Después de haber defendido la camiseta de su país en todas las categorías inferiores, Weir recibió su primera convocatoria a la selección absoluta de Escocia para un par de encuentros amistosos contra Islandia y Alemania en junio de 2013. Durante la Eurocopa 2017, anotó el primer gol de Escocia contra España y fue nombrada Jugadora del Partido. Weir ayudó a su país a clasificarse para la Copa Mundial de 2019 y jugó en sus tres partidos en el torneo.

### Equipo olímpico del Reino Unido
Weir fue una de las dos escocesas convocadas a la selección del Reino Unido para los Juegos Olímpicos de Tokio 2020. A ella inicialmente se le atribuyó el gol en el empate 1-1 con Canadá en la fase de grupos, sin embargo fue luego contado como un gol en contra de la canadiense Nichelle Prince. Las británicas pasaron a los cuartos de final como punteras en su grupo pero cayeron ante Australia con un 3-4 tras la prórroga.

## Estadísticas

### Clubes
Actualizado al último partido disputado el 15 de septiembre de 2023.
| Hibernian F. C. Escocia          | 2011          | 1.ª           | 12  | 4  | –  | –  | –  | –  | 12  | 4   | 0.33  |
| Hibernian F. C. Escocia          | 2012          | 1.ª           | 19  | 9  | –  | –  | –  | –  | 20  | 9   | 0.45  |
| Hibernian F. C. Escocia          | 2013          | 1.ª           | 10  | 9  | 2  | 1  | –  | –  | 12  | 10  | 0.83  |
| Hibernian F. C. Escocia          | Total club    | Total club    | 41  | 22 | 3  | 1  | 0  | 0  | 44  | 23  | 0.52  |
| Arsenal F. C. Inglaterra         | 2013          | 1.ª           | 7   | –  | 1  | –  | –  | –  | 8   | 0   | 0     |
| Arsenal F. C. Inglaterra         | 2014          | 1.ª           | 6   | –  | 3  | 1  | 5  | 1  | 14  | 2   | 0.14  |
| Arsenal F. C. Inglaterra         | 2015          | 1.ª           | 3   | –  | –  | –  | –  | –  | 3   | 0   | 0     |
| Arsenal F. C. Inglaterra         | Total club    | Total club    | 16  | 0  | 4  | 1  | 5  | 1  | 25  | 2   | 0.08  |
| Bristol Academy F. C. Inglaterra | 2015          | 1.ª           | 8   | 3  | 5  | 3  | –  | –  | 13  | 6   | 0.46  |
| Bristol Academy F. C. Inglaterra | Total club    | Total club    | 8   | 3  | 5  | 3  | 0  | 0  | 13  | 6   | 0.46  |
| Liverpool F. C. Inglaterra       | 2016          | 1.ª           | 16  | 7  | 2  | –  | –  | –  | 18  | 7   | 0.39  |
| Liverpool F. C. Inglaterra       | 2017          | 1.ª           | 8   | 5  | –  | –  | –  | –  | 8   | 5   | 0.63  |
| Liverpool F. C. Inglaterra       | 2017-18       | 1.ª           | 17  | 1  | 5  | 3  | –  | –  | 22  | 4   | 0.18  |
| Liverpool F. C. Inglaterra       | Total club    | Total club    | 41  | 13 | 7  | 3  | 0  | 0  | 48  | 16  | 0.33  |
| Manchester City F. C. Inglaterra | 2018-19       | 1.ª           | 18  | 5  | 6  | 2  | 2  | –  | 26  | 7   | 0.27  |
| Manchester City F. C. Inglaterra | 2019-20       | 1.ª           | 16  | 3  | 6  | 3  | 3  | 2  | 25  | 8   | 0.32  |
| Manchester City F. C. Inglaterra | 2020-21       | 1.ª           | 20  | 8  | 3  | –  | 6  | 1  | 29  | 9   | 0.31  |
| Manchester City F. C. Inglaterra | 2021-22       | 1.ª           | 19  | 6  | 11 | 7  | 2  | 1  | 32  | 14  | 0.44  |
| Manchester City F. C. Inglaterra | Total club    | Total club    | 73  | 22 | 26 | 12 | 13 | 4  | 112 | 38  | 0.340 |
| Real Madrid C. F. · España       | 2022-23       | 1.ª           | 28  | 19 | 5  | 3  | 9  | 6  | 42  | 28  | 0.74  |
| Real Madrid C. F. · España       | 2023-24       | 1.ª           | 1   | 0  | 0  | 0  | 0  | 0  | 1   | 0   | 0     |
| Real Madrid C. F. · España       | Total club    | Total club    | 29  | 19 | 5  | 3  | 9  | 6  | 43  | 28  | 0.72  |
| Total carrera                    | Total carrera | Total carrera | 208 | 79 | 50 | 23 | 27 | 11 | 285 | 113 | 0.54  |
| 1. 2. 3.                         |               |               |     |    |    |    |    |    |     |     |       |

## Palmarés

### Campeonatos nacionales
| Título                     | Club                  | Año  |
| -------------------------- | --------------------- | ---- |
| Copa de la Liga de Escocia | Hibernian Ladies      | 2011 |
| Women's FA Cup             | Arsenal F. C.         | 2014 |
| FA Women's League Cup      | Arsenal F. C.         | 2015 |
| FA Women's League Cup      | Manchester City F. C. | 2019 |
| Women's FA Cup             | Manchester City F. C. | 2019 |
| Women's FA Cup             | Manchester City F. C. | 2020 |
| FA Women's League Cup      | Manchester City F. C. | 2022 |

### Distinciones individuales
| Distinción                            | Años                               |
| ------------------------------------- | ---------------------------------- |
| Jugadora Escocesa del Año             | 2016, 2020                         |
| Jugadora del Liverpool del Año        | 2016                               |
| Equipo del Año de la WSL              | 2016-17, 2019-20, 2020-21, 2021-22 |
| Jugadora Internacional del Año (SWFA) | 2021-22, 2022-23                   |